# Дагдалах
Дагдала́х (рос. Дагдалах) — невеликий острів в Оленьоцькій затоці моря Лаптєвих. Територіально відноситься до Якутії, Росія.
Розташований на заході затоки. На півночі відмежований протокою Боллохтох від півострова Терпяй-Тумус, на півдні — протокою Орто-Ари від острова Орто-Ари. Острів має овальну форму з невеликою піщаною косою на сході. Висота становить 1 м на півдні. Західна частина вкрита болотами, має велику кількість невеликих озер, східна частина піщана. З півдня оточений мілинами.
| Росія | Це незавершена стаття з географії Росії. Ви можете допомогти проєкту, виправивши або дописавши її. |